# Lucban
Lucban est une municipalité de la province de Quezon, aux Philippines.

## Barangays
Lucban est subdivisée en 32 barangays.
- Abang
- Aliliw
- Atulinao
- Ayuti (Poblacion (en))
- Barangay 1 (Poblacion (en))
- Barangay 2 (Poblacion (en))
- Barangay 3 (Poblacion (en))
- Barangay 4 (Poblacion (en))
- Barangay 5 (Poblacion (en))
- Barangay 6 (Poblacion (en))
- Barangay 7 (Poblacion (en))
- Barangay 8 (Poblacion (en))
- Barangay 9 (Poblacion (en))
- Barangay 10 (Poblacion (en))
- Igang
- Kabatete
- Kakawit
- Kalangay
- Kalyaat
- Kilib
- Kulapi
- Mahabang Parang
- Malupak
- Manasa
- May-It
- Nagsinamo
- Nalunao
- Palola
- Piis
- Samil
- Tiawe
- Tinamnan

## Démographie
Selon le recensement de 2020, Lucban compte 53 091 habitants.